# Earle Hyman
Earle Hyman (* 11. Oktober 1926 in Rocky Mount, North Carolina; † 17. November 2017 in Englewood, New Jersey) war ein amerikanischer Schauspieler.

## Leben
Hyman begann seine Karriere 1945 als 18-Jähriger mit einer kleinen Rolle in Billy Wilders Das verlorene Wochenende. Bis zuletzt im Jahr 2015 war er an rund 40 weiteren Produktionen beteiligt, insbesondere für das Fernsehen.
Er erlangte weltweite Bekanntheit durch seine Rolle als Vater von Bill Cosby in der Bill Cosby Show. 1986 erhielt er für seine Darstellung eine Emmy-Nominierung.
Er erlernte bereits früh in seiner Karriere Norwegisch, um Stücke des von ihm verehrten Henrik Ibsen im Original spielen zu können. Er unterhielt eine Wohnung in Oslo und spielte in norwegischen Filmen und Sitcoms mit. Er lebte über 50 Jahre hinweg mit dem Norweger Rolf Sirnes in einer homosexuellen Partnerschaft. 1990 brachte er Ibsens Baumeister Solness als Off-Broadway-Produktion auf die Bühne und übernahm auch an der Seite von Lynn Redgrave selbst die Hauptrolle.
Er war ein Cousin dritten Grades der Soul-Sängerin Phyllis Hyman.

## Filmografie (Auswahl)
- 1954: The Bamboo Prison
- 1964: Preston & Preston (The Detectives, TV-Serie, 1 Folge)
- 1966: Afrikaneren
- 1968: Macbeth (TV)
- 1972: The Possession of Joel Delaney
- 1979: Coriolanus
- 1982: Fighting Back
- 1982: Long Day’s Journey Into Night (TV)
- 1984–1992: Die Bill Cosby Show
- 1985: ThunderCats (TV-Serie, Stimme)
- 1985: The Life & Adventures of Santa Claus (TV, Stimme)
- 1994: Seier’n er vår (TV-Serie)
- 2000: The Moving of Sophia Myles (TV)

## Einzelnachweis
1. ↑  Earle Hyman, Grandpa Huxtable on 'The Cosby Show,' Dies at 91

| Personendaten    | Personendaten                  |
| ---------------- | ------------------------------ |
| NAME             | Hyman, Earle                   |
| KURZBESCHREIBUNG | US-amerikanischer Schauspieler |
| GEBURTSDATUM     | 11. Oktober 1926               |
| GEBURTSORT       | Rocky Mount, North Carolina    |
| STERBEDATUM      | 17. November 2017              |
| STERBEORT        | Englewood, New Jersey          |